# 赵敬怡
趙敬怡（9世纪—929年3月24日）是中国五代十国时期后唐的军事人物，于928年到929年担任枢密使。
在担任枢密使之前，趙敬怡是天雄军节度使（治今河北省邯郸市大名县）。天成三年（928年）五月十七日，唐明宗任命天雄节度使副使赵敬怡为枢密使。天成四年（929年）二月十三日，枢密使赵敬怡去世。《旧五代史》、《新五代史》都没有关于他生平的传记。